# Lawrence (Toronto Subway)

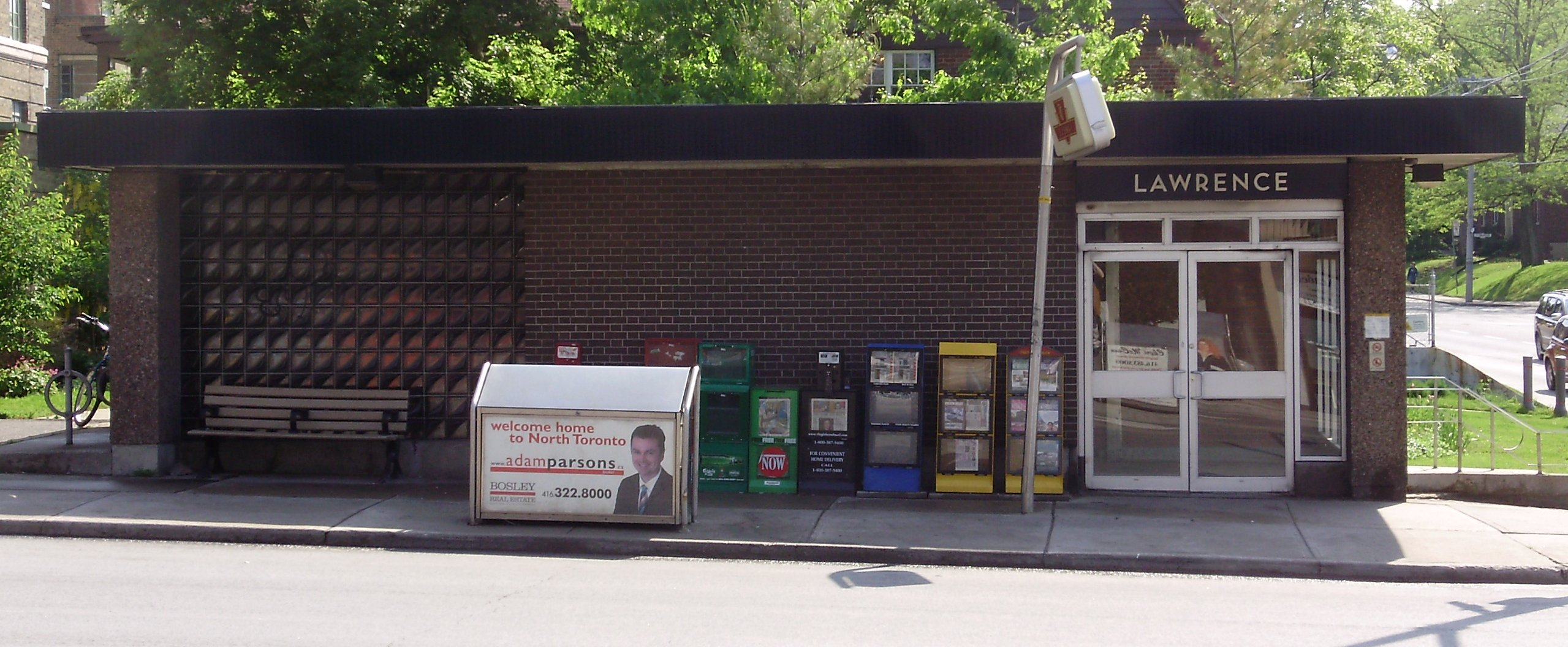
Eingang zur Station nordöstlich der Kreuzung Yonge/Lawrence

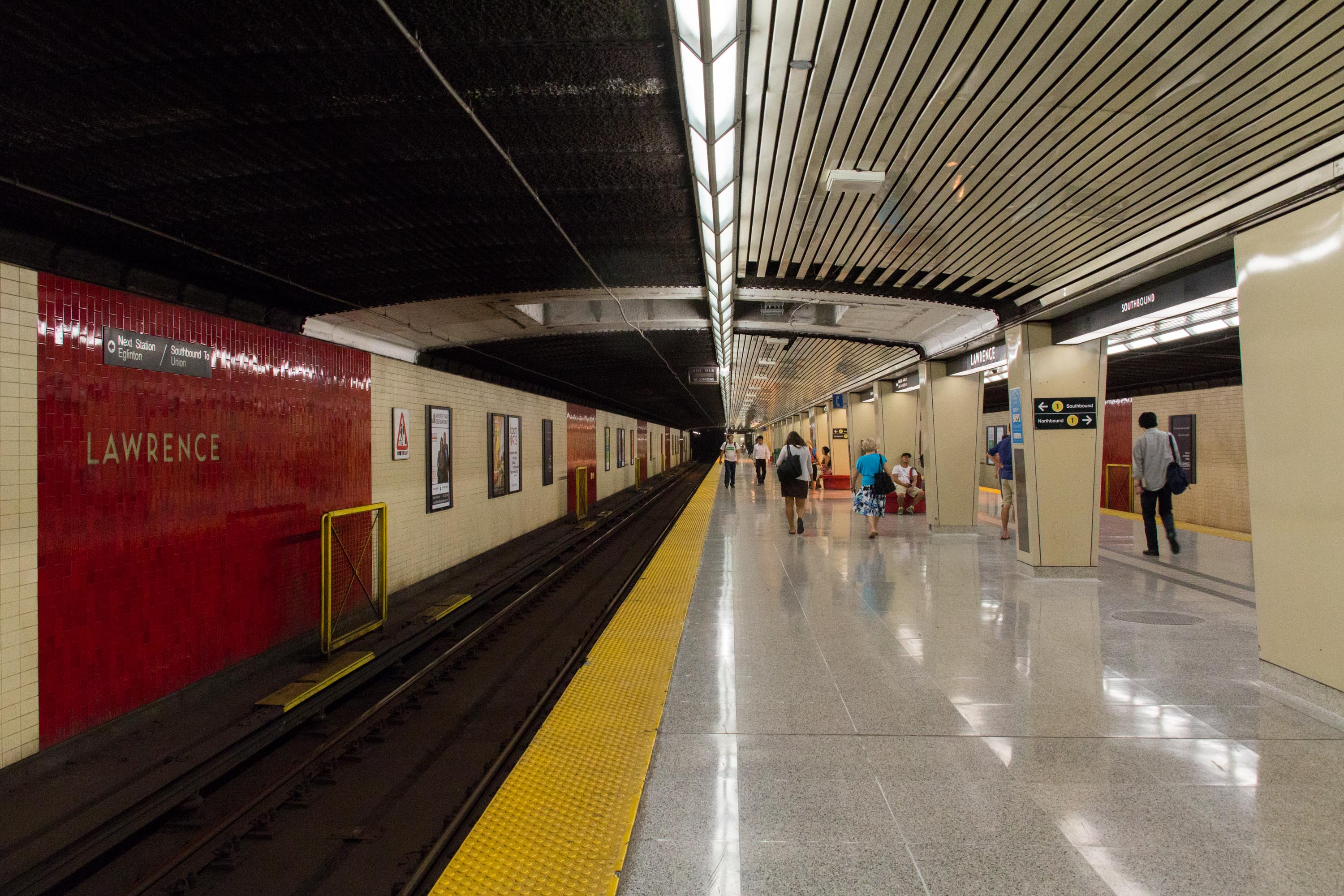
Blick auf den Bahnsteig

Lawrence ist eine unterirdische U-Bahn-Station in Toronto. Sie liegt an der Yonge-University-Linie der Toronto Subway, an der Kreuzung von Yonge Street und Lawrence Avenue. Die Station besitzt einen Mittelbahnsteig und wird täglich von durchschnittlich 22.340 Fahrgästen genutzt (2018).
Es bestehen Umsteigemöglichkeiten zu fünf Buslinien der Toronto Transit Commission, die von einem ebenfalls unterirdisch gelegenen Busbahnhof aus verkehren. Eine Besonderheit ist, dass die Zufahrtstunnel zum Busbahnhof im Linksverkehr befahren werden. In der Nähe befindet sich Lawrence Park, eine der wohlhabendsten Wohngegenden Torontos. Die Eröffnung der Station erfolgte am 31. März 1973, zusammen mit dem Abschnitt Eglinton – York Mills.